# Szkarłatny pilot
Szkarłatny pilot (jap. 紅の豚 Kurenai no buta; dosł. „Szkarłatna świnia”) – pełnometrażowy film anime z 1992 roku wyprodukowany przez japońskie Studio Ghibli. Opowiada historię włoskiego asa lotnictwa z okresu I wojny światowej, zarabiającego na życie jako łowca nagród. Pilot ten, dawniej znany jako Marco Paggot, został obłożony klątwą, z powodu której ma twarz świni. Stąd jego przydomek Porco Rosso, co po włosku oznacza „czerwona świnia” (włoskie dosł. tłumaczenie tytułu japońskiego: „Il maiale cremisi”, a angielskie: The Crimson Pig).

## Opis fabuły
Jest rok 1929 – we Włoszech narasta faszyzm. Piloci, którzy przeżyli I wojnę światową pracują jako najemnicy, chroniąc transporty przed łupiącymi je piratami. Tytułowy bohater filmu jest najlepszym z pilotów, mieszka na bezludnej wysepce na Morzu Adriatyckim. Z tego miejsca wyrusza swoim hydroplanem w pościgi za piratami. Porco jest samotnikiem, pozornie niezbyt szczęśliwym. Cichą miłością darzy swoją przyjaciółkę z dzieciństwa, a obecnie wdowę Ginę, właścicielkę hotelu Adriano, w którym spotykają się żołnierze, łowcy i piraci. Tu właśnie Porco poznaje Curtisa, pilota amerykańskiego, którego piraci wynajmują, aby pozbył się "Szkarłatnego Pilota". Pomimo ataku Curtisa przeprowadzonego, gdy Porco leciał do Mediolanu dokonać napraw samolotu, Porco uchodzi z życiem, lecz samolot nadaje się tylko do generalnego remontu. Zajmuje się nim jego stary przyjaciel, Piccolo, którego wnuczka Fio Piccolo odziedziczyła po swoim dziadku talent inżynierski. Przyłącza się ona do Porco, aby dopilnować, że zapłaci on za bardzo kosztowny remont.
Okazuje się, że Porco i Curtis stają się rywalami nie tylko do tytułu najlepszego pilota, ale również i do serca Giny. Curtis zresztą ma zwyczaj oświadczać się każdej napotkanej pięknej kobiecie, oświadcza się nawet młodziutkiej Fio. W końcu dochodzi do oficjalnego pojedynku pomiędzy rywalami, który z walki powietrznej przeradza się w bijatykę na pięści. Zwycięzcą zostaje Porco i dzięki temu jego rachunki zostają opłacone przez Curtisa, a wszyscy zaraz po tym uciekają w popłochu przed nadlatującym samolotami włoskiego lotnictwa, które przybywa, aby przerwać nielegalny pojedynek. Epilog sugeruje, że Marco powrócił do ludzkiej postaci.

## Przedstawione samoloty
Większość samolotów przedstawionych w tym anime ma swoje odpowiedniki w rzeczywistości.
- Savoia S.21 – pilotowany przez głównego bohatera, wyglądem w anime różni się nieco od oryginału, samolot Porco Rosso bardziej przypomina Macchi M.33.
- Curtiss R3C-0 – samolot Donalda Curtisa. Jest to lekko zmodyfikowana wersja rzeczywistego samolotu wyścigowego Curtiss RC3-2 (filmowy Curtis przerobił go na myśliwiec). W filmie Porco wspomina, że taki Curtiss wygrał zawody o Puchar Schneidera(inne języki) i rzeczywiście wydarzenie takie miało miejsce (lecz w innym roku, niż podaje to Marco).
- Macchi-Castoldi M.C.72 – samolot należący do Ferrarina. W rzeczywistości jest to samolot wyścigowy, podobnie jak wspomniany już Curtiss, lecz również ten samolot Miyazaki przedstawił jako myśliwiec.
- Savoia-Marchetti SM.55 – samoloty Włoskich Sił Powietrznych. Wersja przedstawiona w filmie nieco różni się od rzeczywistej.
- Macchi M.5 – pilotowany przez Marco w czasie I wojny światowej.
- Hansa-Brandenburg CC – samolot, którym Gina leci na miejsce pojedynku Marco i Curtisa. Pozbawiony uzbrojenia. Samoloty te występują również w retrospekcjach, walcząc z Macchi M.5 pilotowanymi przez Marco i jego towarzyszy.
- Wśród maszyn piratów atakujących statek „The Mediterranean Queen” („Śródziemnomorska Królowa”) znajdują się dwa samoloty przypominające Supermarine Walrus – łódź latającą z okresu II wojny światowej.

## Wersja polska[1]
Opracowanie: Studio Sonica

Reżyseria: Miriam Aleksandrowicz

Dialogi: Dorota Filipek-Załęska

Dźwięk i montaż: Sławomir Czwórnóg

Kierownictwo produkcji: Jacek Osławski

Wystąpili:
- Jacek Czyż jako Porco Ross
- Krystyna Kozanecka jako Fio Piccolo
- Anna Apostolakis jako Gina
- Marcin Sosnowski
- Mieczysław Morański
- Agata Gawrońska
- Elżbieta Jędrzejewska
- Renata Dobrowolska
- Maciej Kujawski
- Dariusz Odija
- Jacek Kałucki